# Дауни, Сьюзан
Сью́зан Нико́ль Да́уни (англ. Susan Nicole Downey; в девичестве — Леви́н (англ. Levin); род. 6 ноября 1973, Шомберг, Иллинойс, США) — американский продюсер.

## Биография

### Ранние годы
Сьюзан Николь Левин родилась 6 ноября 1973 года в Шомберге (штат Иллинойс, США) в еврейской семье Эллиотта и Розанны Левин.
Сьюзан окончила Старшую школу Шомберга в 1991 году. После окончания школы Левин переехала в Калифорнию из Иллинойса, где окончила Университет Южной Калифорнии, факультет Кино/Телевидение.

### Карьера
Начиная с 2002 года Сьюзан продюсирует фильмы.
В июне 2010 года Сьюзан и её супруг объявили об открытии собственной продюсерской компании «Team Downey».

### Личная жизнь
С 27 августа 2005 года Сьюзан замужем за актёром Робертом Дауни-младшим, с которым она встречалась 2 года до их свадьбы. У супругов есть двое детей — сын Экстон Элиас Дауни (род. 07.02.2012) и дочь Эйври Роэль Дауни (род. 04.11.2014).

## Фильмография
координатор производства

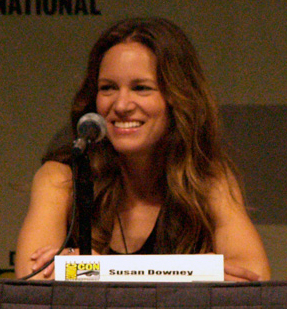
Дауни в 2009 году

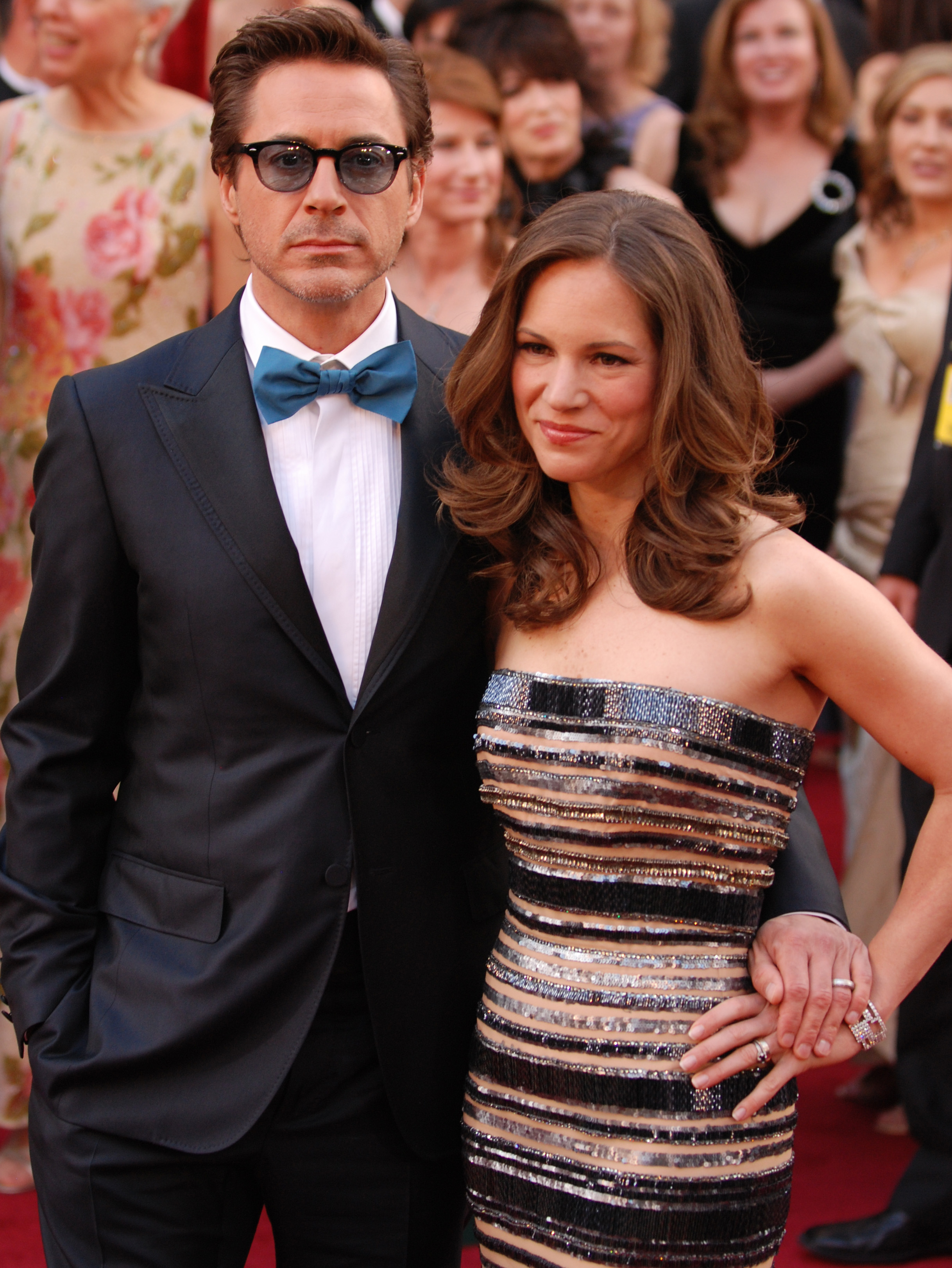
Дауни с женой на 82-й церемонии вручения премии «Оскар» в марте 2010 года

- 1988—1989 — «Санта-Барбара»/Santa Barbara

продюсер
- 2002 — «Корабль-призрак»/Ghost Ship
- 2003 — «От колыбели до могилы»/Cradle 2 the Grave
- 2003 — «Готика»/Gothika
- 2005 — «Дом восковых фигур»/House of Wax
- 2005 — «Поцелуй навылет»/Kiss Kiss Bang Bang
- 2007 — «Жатва»/The Reaping
- 2007 — «Вторжение»/The Invasion
- 2007 — «Отважная»/The Brave One
- 2008 — «Рок-н-рольщик»/RocknRolla
- 2009 — «Дитя тьмы»/Orphan
- 2009 — «Белая мгла»/Whiteout
- 2009 — «Шерлок Холмс»/Sherlock Holmes
- 2010 — «Книга Илая»/The Book of Eli
- 2010 — «Железный человек 2»/Iron Man 2
- 2010 — «Впритык»/Due Date
- 2011 — «Неизвестный»/Unknown
- 2011 — «Завод[англ.]»/The Factory
- 2011 — «Шерлок Холмс: Игра теней»/Sherlock Holmes: A Game of Shadows
- 2012 — «Как разговаривать с девушками»/How to Talk to Girls
- 2014 — «Воздушный маршал»/Non-Stop
- 2014 — «Судья»/The Judge
- 2020 — «Удивительное путешествие доктора Дулиттла» / The Voyage of Doctor Dolittle